# Jelte Amsing
Jelte Amsing (Nieuw-Roden, 21 juli 1940 – aldaar, 13 december 2014) was een Nederlands voetballer die bij voorkeur uitkwam als aanvaller. Amsing speelde bij BV Veendam. 

## Clubcarrière
Amsing speelde in zijn vroege jaren voor VV Nieuw Roden. In 1963 maakte hij de overstap naar profclub BV Veendam. Henk Nienhuis tekende gelijktijdig zijn eerste contract bij de club uit de Veenkoloniën. Ze werden ploeggenoot van Frans de Munck. Op 25 augustus 1963 maakte hij zijn debuut tegen Excelsior. Een wedstrijd die op Stadion Woudestein in 2-2 eindigde. Op 29 september 1963 maakte Amsing zijn eerste en enige doelpunt in het betaalde voetbal tijdens de eerste ronde van de KNVB Beker tegen RCH. Na één seizoen keerde hij terug bij VV Nieuw Roden.
Tijdens zijn militaire dienst was Amsing sportinstructeur en speelde in het Nederlands militair voetbalelftal. Hij werd ook militair bokskampioen lichtgewicht.

## Persoonlijk
Tanja Haseloop-Amsing is de dochter van Jelte Amsing.

## Clubstatistieken
| Seizoen | Club       | Competitie     | Competitie | Competitie | Beker | Beker | Internationaal | Internationaal | Totaal | Totaal |
| Seizoen | Club       | Competitie     | Wed.       | Dlp.       | Wed.  | Dlp.  | Wed.           | Dlp.           | Wed.   | Dlp.   |
| ------- | ---------- | -------------- | ---------- | ---------- | ----- | ----- | -------------- | -------------- | ------ | ------ |
| 1963/64 | BV Veendam | Eerste divisie | 1          | 0          | 1     | 1     | —              | —              | 2      | 1      |
| Totaal  | Totaal     | Totaal         | 1          | 0          | 1     | 1     | 0              | 0              | 2      | 1      |